# Friedrich von Ahlefeldt (Haseldorf)
Friedrich von Ahlefeldt († 1543) war Herr von Haseldorf, Haselau, auf Gut Seestermühe und Gut Seegaard bei Kliplev und königlicher Rat.

## Leben
Er war der älteste Sohn von Hans von Ahlefeldt und Adelheit von Bülow aus dem Hause Marnitz. Er besaß die Güter Haseldorf, Haselau mit der Haseldorfer Marsch, das Gut Seestermühe mit der Seestermüher Marsch und das Gut Seegaard bei Kliplev. Seine Frau war Catharina von Ahlefeldt (geb. von Pogwisch) eine Tochter von Benedikt (Bendix) von Pogwisch († in der Schlacht bei Hemmingstedt). Mit ihr hatte er vier Kinder unter ihnen waren auch Benedikt von Ahlefeldt, Hans von Ahlefeldt und Wulff von Ahlefeldt.
Er erlebte die Vernichtung der Bishorster Kirche in der Allerheiligenflut 1532 und pfarrte die Bishorster Bürger nach Haseldorf ein. Als Konsequenz förderte er wichtige Deichbaumaßnahmen in der Haseldorfer Marsch. Während der „Grafenfehde“ 1533/34 überfiel ein Trupp Landsknechte Haselau und Friedrich benutzte die Zerstörung des Dorfes als Anlass die Kirche zu schließen und die Gemeinde aufzulösen und in Haseldorf einzugemeinden. Im Jahr 1538 war er königlicher Rat im Gefolge des Königs Christian III. von Dänemark und Norwegen, als dieser in der Stadt Hamburg gehuldigt wurde. Er starb im Jahre 1543.